# 赫利阿得斯
赫利阿得斯（希臘文：Ηλιαδες；拉丁文：Heliades）又译为海里蒂斯。是希腊神话中古太阳神—赫利俄斯和海洋女神—克吕墨涅（Klymene）所生的五个女儿的总称。赫利阿得斯这个名称的意思为“赫利俄斯的女儿们（Nymph Daughters of the Sun）”。
罗马诗人—奥维德所著作的《变形记》卷二中记载，当她们的亲哥哥法厄同驾驶太阳神车闯了祸时，他被天神宙斯的雷电击毙后，尸体被抛入了厄里安诺斯河（Eridanus）里。赫利阿得斯姐妹在河岸边嚎啕大哭，后来由于悲伤过度，她们的形体化作了白杨树，她们的泪珠则化为了琥珀。
关于赫利阿得斯的人数，古代作家们的说法各不相同，有2人、5人也有7人，普遍来说以5人而著称。这五位仙女分别为：
- 墨洛珀（Merope）
- 赫利亚（Helia）
- 福厄柏（Phoebe）
- 阿尔忒里亚（Aetheria）
- 狄俄西克斯珀（Dioxippe）

许癸努斯（Hyginus）的《神话指南》（Fabulae 154）中说她们是姊妹7人，七姊妹的名字分别是：
- 墨洛珀（Merope）
- 赫利亚（Helia）
- 埃格勒（Aegle）
- 兰珀提亚（Lampetia）
- 福厄柏（Phoebe）
- 阿尔忒里亚（Aetheria）
- 狄俄西克斯珀（Dioxippe）

荷马史诗《奥德赛》（Odyssey）中说她们是赫利俄斯和特里那喀亚岛（Thrinacia）女神—涅埃拉（Neaera）的2个女儿。两姊妹负责在特里那喀亚岛上看守父亲赫利俄斯的牧群，妹妹兰珀提亚手托银壶照料着羊群，姐姐法厄图萨则手持铜棒管理着牛群。俄底修斯和他的伙伴们来到该岛，俄底修斯警告同伴千万不能宰杀太阳神的神牛，否则他们将不能顺利的返回家乡。但是他们还是无视警告，偷偷地宰杀了几头。是兰珀提亚向她的父亲汇报了此事。
- 兰珀提亚（Lampetia, 字面意思为“闪耀(Shining)”）
- 法厄图萨（Phaethusa, 字面意思为“光芒(Radiance)”）